# Niels Bredal (portrætmaler)
 Der er flere personer med dette navn, se Niels Bredal.
Niels Iversen Bredal (15. august 1772 i Bergen – 19. august 1831 i København) var en dansk-norsk maler, tegner og raderer, far til Ivar Bredal.
Han var søn af Iver Bredal og Anna Renord, kom til København, hvor han blev malermestersvend og i 1800 udførte sit mesterstykke (et ornament), der blev godkendt af Kunstakademiet. Han virkede som malermester og farvehandler. 1804 søgte Bredal eneret på levering af materialer til Kunstakademiet, 1810 på "forfærdigelse af giftfri Farver". I 1824 udstillede han et portræt på Charlottenborg Forårsudstilling. Måske har han som portrætmaler også arbejdet i Bergen og Christiania.
Ved sin død efterlod han sig en kunstsamling, der på auktion i 1832 talte henved 700 numre. 
Bredal blev gift første gang 1796 med Marie Frederikke Christiansdatter (16. december 1774 - 4. februar 1797 i København). Anden gang ægtede han 21. december 1798 Charlotte Augusta Grehn (Green) (16. november 1769 i Frederikshald - 4. juni 1838).
Han er begravet på Assistens Kirkegård.

## Værker
Topografiske motiver:
- Ruinen af Vor Frue Kirke efter branden 1807 (gouache, Nationalmuseet)
- Den kgl. grønlandske handelsplads (pastel 1810, Københavns Museum)
- Marmorkirkens ruin (ca. 1825, Øregård Museum)

Portrætter:
- Skuespilleren Wilhelm Haack (maleri og tegning, Teatermuseet i Hofteatret)
- 5 tegninger (Teatermuseet i Hofteatret)
- Ludvig Holberg (akvarel 1822, efter Arbien 1755, Det Nationalhistoriske Museum på Frederiksborg Slot)
- 19 tegninger (1817-25, Det Nationalhistoriske Museum på Frederiksborg Slot)
- Guldsmed og stadsguardein Christian Næboe (1815)
- Hendrich Lund (1820)
- Jonathan Balling (1826)
- Dennes anden hustru Helene Margrethe Næboe (ca. 1818)
- Juliane Margrethe Næboe (ca. 1818)
- Augusta Christiane Næboe (ca. 1825)
- Adam Oehlenschläger (tegning)
- Rektor i Bergen Fredrich Christian Holberg Arentz (tegnet forlæg for stik)
- Maleren ved sit staffeli (satirisk tegning, Den Kongelige Kobberstiksamling)
- Frederik Carl Gutfeld (litografi, tilskrevet Bredal)

Raderinger:
- 29 stk. på et blad, heraf 24 danske slotte, 4 landskabs- og en blomstervignet (1791)